# California Geological Survey

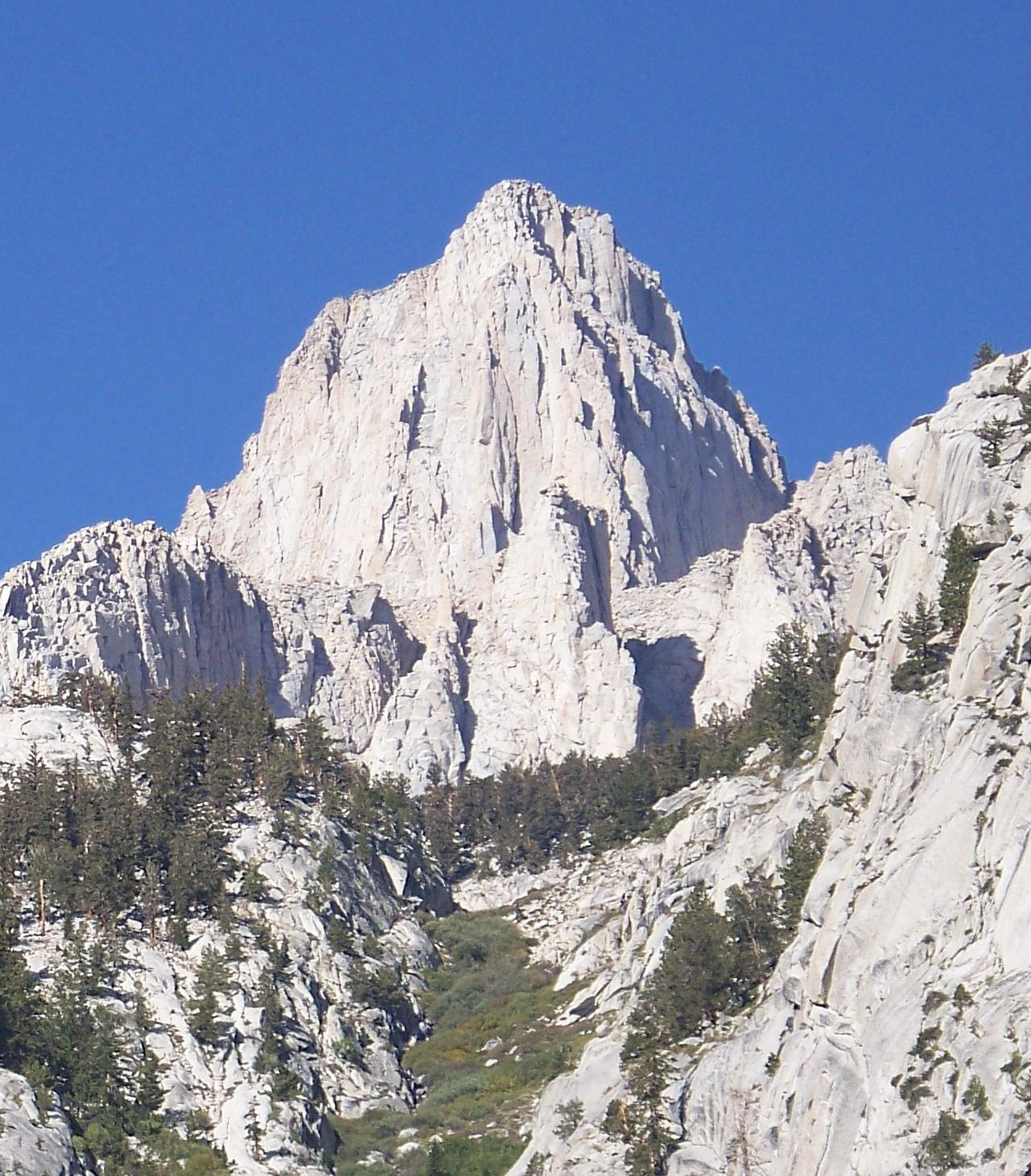
Mount Whitney, o pico mais alto da Califórnia, em homenagem ao segundo geólogo do estado

O California Geological Survey, anteriormente conhecido como California Division of Mines and Geology, é a agência geológica do estado da Califórnia.

## História
Embora não tenha sido até 1880 que o California State Mining Bureau, predecessor do California Geological Survey, foi estabelecido, as "raízes" do levantamento geológico do estado da Califórnia datam de um tempo anterior. Como seria de esperar para um estado que deveu sua existência à corrida do ouro de 1849, a Assembléia Legislativa do Estado da Califórnia reconheceu que os geólogos poderiam fornecer informações valiosas. Em 1851, um ano depois que a Califórnia foi admitida nos Estados Unidos, o Legislativo nomeou John B. Trask, um médico e membro ativo da Academia de Ciências da Califórnia, como Geólogo Honorário do Estado. Em 1853, o Legislativo aprovou uma resolução conjunta pedindo-lhe informações geológicas sobre o estado. Ele apresentou um relatório sobre a geologia da Sierra Nevada, ou Califórnia Range. Cerca de dois meses depois, o Legislativo criou o primeiro Serviço Geológico da Califórnia liderado por Trask, que manteve o título de Geólogo do Estado.
Dentro de alguns anos, a mineração de ouro de aluvião começou a declinar e a mineração de veios de quartzo começou. Essas mudanças, juntamente com a publicação de relatórios de Trask, criaram um clamor público por um levantamento geológico estadual. Em 1860, o Legislativo aprovou um ato criando o Gabinete do Geólogo do Estado e definindo suas atribuições. O ato chamado Josiah D. Whitney (para quem Mount Whitney é nomeado) para preencher o cargo. Formado em Yale, Whitney havia trabalhado em várias pesquisas no leste. O ato instruiu Whitney a fazer um levantamento geológico preciso e completo do estado.

## Histórico de nomes

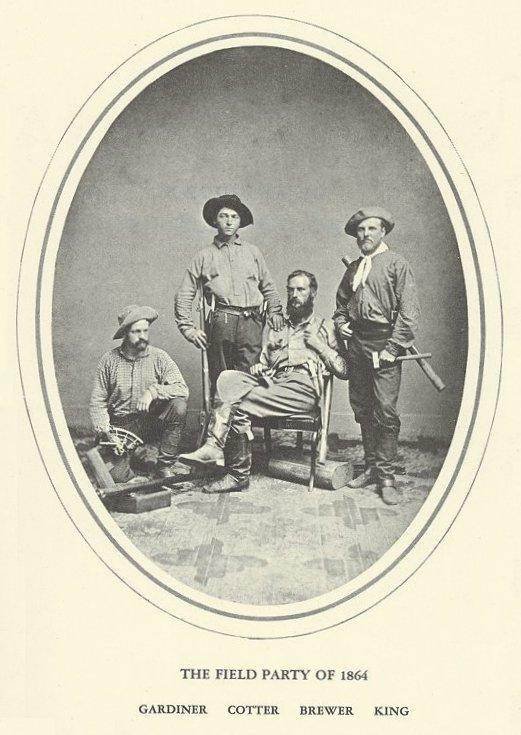
Grupo de campo de William H. Brewer em 1864

O Serviço Geológico da Califórnia teve muitos nomes ao longo de sua história. O original Geological Survey of California foi substituído em abril de 1880 pelo novo California State Mining Bureau. Esta foi renomeada para Division of Mines em 1927. Em 1962, o nome da divisão foi expandido para California Division of Mines and Geology, um nome que durou até agosto de 2006, quando a legislatura estadual renomeou a divisão para California Geological Survey.